# Маршал Будьонний (бронепоїзд)

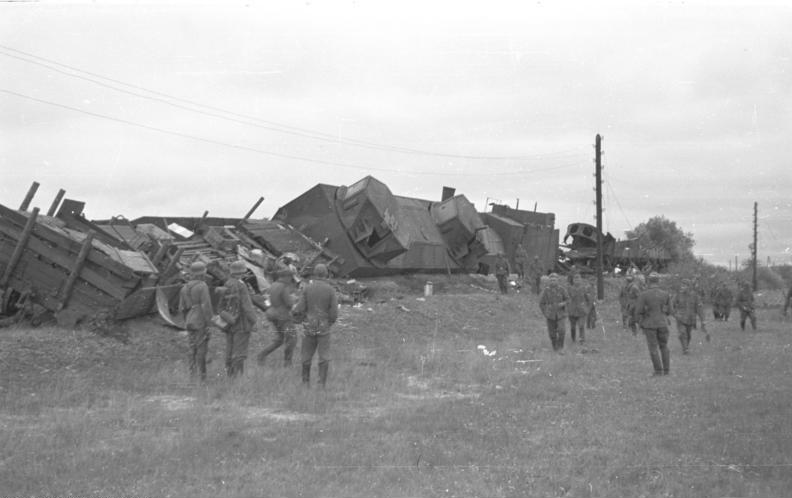
Зруйнований бронепотяг «Маршал Будьонний» біля Потоків. Німецька хроніка.

Бронепоїзд «Маршал Будьонний» — бронепотяг типу НКПС-42 Південно-Західного фронту РСЧА, побудований в липні 1941 року на Полтавському паровозоремонтному заводі. З 18 серпня до 4 вересня брав участь в оборонних боях на лівобережжі Дніпра. Знищений в бою біля станції Потоки. Розформований 14 вересня 1941.

## Історія будівництва, тактико-технічні характеристики
20 липня 1941 року Полтавський паровозоремонтний завод отримав завдання командування військами Південно-Західного фронту в найкоротший строк побудувати бронепотяг. Складність завдання полягала в тому, що завод не мав ні технічної документації, ні досвіду будівництва бронепотягів. Два двобаштові артилерійські бронемайданчики типу НКПС-42 були обладнані на базі 60-тонних напіввагонів. Озброєння кожного бронемайданчика складалося з двох 76-мм гармат Лендера і шести кулеметів ДТ — чотирьох бортових і двох у артилерійських баштах. З депо станції Гребінка доставлений паровик серії Ов, який був обладнаний як бронепаровоз НКПС-42 (посилення осей колісних пар і букс, обшивка 30-50-мм бронелистами паровоза і тендера, встановлення зчетвереної зенітної установки з кулеметів Максима). В бойове формування бронепотягу входили також чотири контрольні платформи. На бронепотягах типу НКПС-42 циліндричну частину котла паровоза, бак тендера, зенітну башту на тендері закривали бронею товщиною 30 мм. Бронемайданчики і циліндричні башти на них вкривали листами 15-мм сталі в два шари з повітряним прошарком 70-75 мм. На стелю бронебашт ставили 20-мм броню, палубу тендера покривали 15-мм листами, командирську рубку — 40-м сталлю, а будку машиніста — 45-мм.
1 серпня 1941 року роботи з будівництва бронепотягу та монтажу озброєння на ньому були завершені. Під командуванням старшого батальйонного комісара П. С. Кривко бронепотяг № 1 пройов випробування і здійснив перші стрільби біля станції Кочубеївка. Формування команди бронепотягу здійснював начальник Полтавського тракторного училища полковник Садовський. Екіпаж становив 104 особи, з них понад 50 — робітники ППРЗ. Командиром бронепоїзда призначений капітан Яблонський Валентин Миколайович (1902-1941). 14 серпня Садовський наказом по училищу оголосив про закінчення будівництва бронепоїзда № 1, якому присвоювалося ім'я «Маршал Будьонний» на честь радянського воєначальника маршала С. М. Будьонного.

## Участь у бойових діях
18 серпня 1941 року бронепотяг «Маршал Будьонний» вперше вийшов на бойове завдання з охорони і прикриття від нальотів авіації противника залізничних ділянок Кобеляки — Ганнівка і Галещина — Потоки. У його завдання входила протиповітряна оборона мосту через річку Псел біля Поток, а також дніпровських переправ в районі Кременчука від десантів противника. Вночі бронепотяг стояв на станції Галещина, а вдень — патрулював у визначених районах охороняючи міст через Псел.
Вночі 21 серпня бронепотяг прийняв на борт командувача військами Південно-Західного напряму маршала Будьонного і офіцерів, що його супроводжували та попрямував через Конград в напрямку Новомосковська. За Красноградом попав під авіаналіт. В цей же день, під час бомбардування авіацією противника Новомосковська, панцерник допомагав виводити ешелони зі станції, після чого попрямував у Павлоград, де в ніч на 23 серпня знову прийняв С. М. Будьонного. Вранці бронепотяг прибув до Полтави, а протягом дня патрулював ділянку Кобеляки — Потоки.
В ніч з 30 на 31 серпня німці форсували Дніпро в районі села Келеберди і розгорнули наступ на Полтаву. Протягом трьох діб «Маршал Будьонний» вів артилерійський обстріл військ противника на північній околиці села Потоки. Ввечері 4 вересня бронепотяг, який на той час прикривав зенітним вогнем частини, що розвантажувалися на станції Ганнівка отримав наказ прийняти взвод десантників і доставити їх для посилення охорони мосту через Псел в районі Поток, після чого взяти під контроль ділянку залізниці від мосту до станції Потоки і у взаємодії з частинами 300-ї стрілецької дивізії захищати підступи до Полтави.
На під'їзді до Поток бронепотяг був обстріляний німецькою артилерією, внаслідок чого Був втрачений зв'язок бронемайданчиків з паровозом і командним пунктом. Біля вхідного семафора станції Потоки «Маршал Будьонний» потрапив у засідку: німці підірвали колію, внаслідок чого передня контрольна платформа і перший бронемайданчик завалились, а бронепаровоз і тендер дали сильний крен на лівий борт. З боку села Підлужжя німці відкрили артилерійсько-стрілецький вогонь. Через те, що перший бронемайданчик накренився так, що гармати не могли стріляти, — вони дивилися в землю, — артилерійську дуель вів тільки другий майданчик лейтенанта А. І. Козиря. Навідник П. П. Андрущенко в перші хвилини бою виявив ворожу артилерійську батарею і прямою наводкою знищив дві гармати.
Сконцентрувавши вогонь на другому бронемайданчику, німці здійснили спробу оточити ушкоджений бронепотяг. Бійці першого бронемайданчика відбивали атаки гвинтівочним вогнем і ручними гранатами. Кулеметник тендерної зенітної установки В. В. Преображенський також вів вогонь, не зважаючи на те, що тендер, який завалився, заважав вести інтенсивну стрільбу. Артилерійська обслуга другого бронемайданчика підбила вогнеметну установку. Бій тривав понад чотири години. Коли противнику вдалося підпалити бронемайданчик № 2 екіпаж бронепотягу під покровом темряви залишив «Маршал Будьонний». Коли команда була на відстані 500–600 метрів від потяга вибухнули другий бронемайданчик і паровоз (за даними одних джерел бронепотяг був підірваний власною командою, інших — вибух відбувся внаслідок детонації боєкомплекту другого бронемайданчика через пожежу).
Вранці 5 вересня команда бронепотягу вийшла до станції Галещина, звідки на автодрезині була направлена в Полтаву. 15 вересня 1941 року залишки екіпажу прибули в Харків на переформування. Тридцять членів команди «Маршала Будьонного» були включені до складу екіпажу бронепотяга «За Батьківщину!».

## Вшанування пам'яті
На місці братської могили загиблих вояків бронепоїзда «Маршал Будьонний» під Потоками 4 листопада 1956 року встановлено пам'ятний знак з написом «Вічна пам'ять добровольцям-залізничникам бронепоїзду „Маршал Будьонний“ що загинули в боях за Батьківщину 4.09.1941. Сергієнко В. М., Чагин Я. І., Ромашов М. А., Гнипа ?. ?., Муха А. Ф.». Прізвища загиблих членів екіпажу бронепоїзда занесені на мармурові дошки пам'ятного знаку воїнам-робітника ПТРЗ, що загинули на фронтах Громадянської і Другої Світової воєн, встановленого у 1969 році на території Полтавського тепловозоремонтного заводу. В музеї заводу зберігаються фотографії учасників бойових дій і макет бронепотягу.